# Чаполоч пахуча
Чаполоч пахуча (Hierochloë odorata (L.) P.Beauv.) — вид трав'янистих рослин з підродини мітлицевидних (Pooideae). Місцеві назви — чапула, чапол, зубрівка та ін.

## Біоморфологічна характеристика
Багаторічна трав'яниста рослина родини злакових з довгими повзучими кореневищами. Стебла голі, висхідні, гладенькі, з порожнистими міжвузлями і потовщеними вузлами. Листки чергові, плоскі, на безплідних пагонах — широколінійні (5-6 мм завширшки), зісподу зелені, голі, зверху сіро-зелені, стеблові листки лінійно-ланцетні, укорочені, з видовженими гладенькими або шорсткими піхвами. Язичок довгий (2-4 мм завдовжки), гострий. Суцвіття — верхівкова яйцеподібна розлога волоть (5-8 см завдовжки) з тонкими гладенькими гілочками. Колоски дрібні (3-5 мм завдовжки), яйцеподібні, трохи стиснуті з боків, блискучі, золотисто-бурі, триквіткові, середні квітки двостатеві, бічні — тичинкові. Колоскові луски шипуваті, по краю з довгими війками. Нижні квіткові луски в тичинкових квітках шкірясті, війчасті по краю, з коротким остюком, що виходить біля верхівки або середини спинки. Тичинок у тичинкових квітках три, в двостатевих — дві. Маточка одна, з верхньою зав'яззю і двома перистими приймочками. Плід — довгаста зернівка.
Росте в соснових і мішаних лісах, на пісках, лісокультурних площах, вирубках, галявинах. Цвіте у травні — червні.
Поширена переважно в лісовій зоні України. Заготівля можлива у Волинській, Рівненській, Житомирській, Київській і Чернігівській областях. Запаси сировини значні.

## Близький вид
Чаполоч степова (H. stepporum Smirn.) Відрізняється від попереднього виду видовженими стебловими листками, більшими китицями (10-12 см завдовжки) з кососпрямованими вгору гілочками. Внутрішні колоскові луски голі, широколанцетні. Росте по чагарниках, лісових луках. Світлолюбна рослина. Поширена переважно в лісостепових і степових районах України.

## Практичне використання
Харчова, фітомеліоративна, плетивна рослина.
Рослина містить глікозид кумарин, який надає їй ароматичного запаху, деякі алкалоїди використовують як апетитний і шлунковий засіб.
У лікеро-горілчаному виробництві використовується для приготування ароматних настоїв, харчових есенцій. Характерним прикладом використання у цій галузі є міцна настоянка «Зубрівка»
Кормове значення чаполочі пахучої незначне, але домішка її до сіна дуже корисна, сприяє збільшенню надоїв і підвищенню якості молока. У великих кількостях чаполоч шкідлива. Використовується для плетива. Завдяки посухостійкості і наявності добре розвинених кореневищ придатна для закріплення схилів і насипів.
Чаполоч степова має аналогічне використання.

## Збирання, переробка та зберігання
Збирають рослину після цвітіння, зрізуючи листки й безплідні пагони серпами або ножами вище прикореневих буруватих листків. Квіткові волоті вибраковують. Сушать на повітрі без доступу прямих сонячних променів. Висушену траву зв'язують у пучки (50-60 см завдовжки і 3-5 см завтовшки). Пакують у тюки вагою по 50 кг, зберігають у сухих, прохолодних приміщеннях. Термін зберігання — до двох років.